# Bolívar (departamento)
Bolívar é um departamento da Colômbia.

## Municípios
1. Achi
2. Altos del Rosario
3. Arenal del Sur
4. Arjona
5. Arroyo Hondo
6. Barranco de Loba
7. Calamar
8. Cantagallo
9. Cartagena das Índias
10. Cicuco
11. Clemencia
12. Córdoba
13. El Carmen de Bolívar
14. El Guamo
15. El Peñón
16. Hatillo de Loba
17. Magangué
18. Mahates
19. Margarita
20. María la Baja
21. Montecristo
22. Morales
23. Norosi
24. Pinillos
25. Regidor
26. Río Viejo
27. San Cristobal
28. San Estanislao
29. San Fernando
30. San Jacinto
31. San Jacinto del Cauca
32. San Juan Nepomuceno
33. San Martín de Loba
34. San Pablo
35. Santa Catalina
36. Santa Cruz de Mompox
37. Santa Rosa
38. Santa Rosa del Sur
39. Simiti
40. Soplaviento
41. Talaigua Nuevo
42. Turbaco
43. Turbana
44. Villanueva
45. Zambrano